# S-75 Dvina
El S-75 «Dvina» (en ruso: С-75 «Двина», Designación OTAN: SA-2 Guideline) es un misil superficie-aire de diseño soviético que utiliza guiado por comandos de alta altitud. Desde su primer despliegue en el año 1957 se ha convertido en el misil de defensa aérea más ampliamente desplegado en la historia. Logró la primera destrucción de un avión enemigo realizada por un misil antiaéreo, derribando a un Martin RB-57D Canberra taiwanés sobre China, el 7 de octubre de 1959, que fue alcanzado por tres misiles V-750 (1D) a una altitud de 20 km (65.600 pies). El éxito fue atribuido a los cazas chinos en esa época con el propósito de mantener el programa S-75 en secreto.
El sistema ganó fama internacional por primera vez cuando una batería S-75, usando el misil V-750VN (13D) más nuevo, de mayor alcance y de mayor altitud, derribó al U-2 de Francis Gary Powers que estaba sobrevolando a la Unión Soviética el 1 de mayo de 1960. El sistema también fue desplegado en Cuba durante la crisis de los misiles en Cuba, donde el 27 de octubre de 1962, derribó a un U-2 que sobrevolaba Cuba pilotado por Rudolf Anderson, casi precipitando una guerra nuclear. Las fuerzas de Vietnam del Norte usaron el S-75 extensivamente durante la guerra de Vietnam para defender Hanói y Haiphong. También ha sido producido localmente en la República Popular China usando los nombres de HQ-1 y HQ-2. Otras naciones han producido tantas variantes locales combinando porciones del sistema S-75 tanto con componentes desarrollados localmente como con sistemas desarrollados por terceros que hoy se ha convertido en virtualmente imposible encontrar un sistema S-75 puro.

## Historia

### Desarrollo

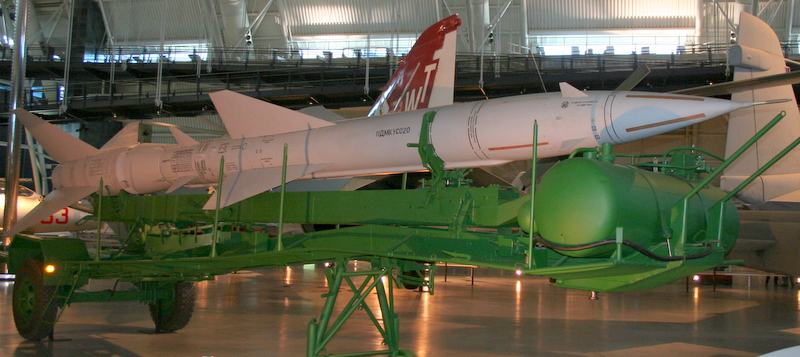
Un misil SA-2 Guideline siendo exhibido en el Museo Nacional del Aire y el Espacio.

A principios de la década de 1950, la Fuerza Aérea de Estados Unidos aceleró su desarrollo de bombarderos de propulsión a chorro de largo alcance capaces de transportar armamento nuclear. El programa de la Fuerza Aérea llevó al despliegue del Boeing B-47 Stratojet apoyado por aviones de reabastecimiento en vuelo para extender su alcance a la profundidad del territorio de la Unión Soviética. La Fuerza Aérea rápidamente continuó con el desarrollo del reemplazo del B-47 siendo este el Boeing B-52 Stratofortress, que poseía un mayor alcance y carga que el B-47. El alcance, velocidad y carga de estos bombarderos estadounidenses poseían una significativa amenaza a la Unión Soviética en el caso de guerra entre los dos países.

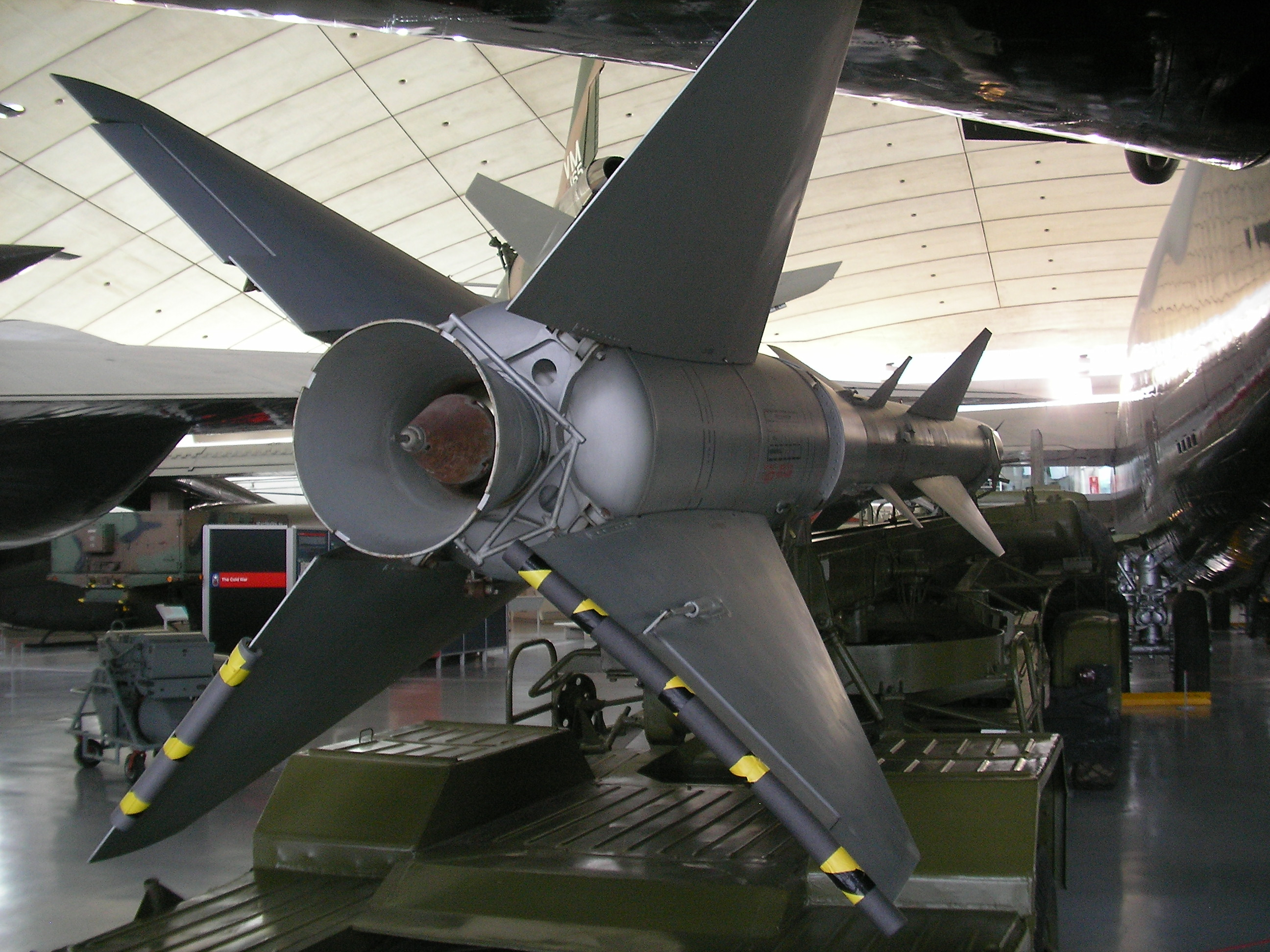
Vista trasera que muestra la tobera del motor de propelente sólido, como se exhibe en el Museo Imperial de Guerra de Duxford.

Por este motivo, los soviéticos iniciaron el desarrollo de un sistema de defensa aérea mejorado. Aunque las Fuerzas de Defensa Aérea Soviética tenían una gran cantidad de artillería antiaérea, incluyendo baterías dirigidas por radar, las limitaciones de los cañones contra los bombarderos a reacción de alta altitud eran obvias. Por lo tanto, las Fuerzas de Defensa Aérea Soviéticas comenzaron el desarrollo de un sistemas de misiles para reemplazar a las defensas basadas en cañones de la época de la Segunda Guerra Mundial.
En el año 1953, KB-2 comenzó el desarrollo de lo que se convertiría en el S-75 bajo la dirección de Pyotr Grushin. Este programa se enfocó en producir un misil que pudiera derribar a un avión grande, que no estuviera maniobrando y volando a alta altitud. Este misil no necesitaba ser altamente maniobrable, solo era necesario que fuera rápido y capaz de resistir las posibles contramedidas llevadas a cabo por el avión siendo atacado. Pese a ser un sistema pionero, el desarrollo procedió rápidamente y las pruebas comenzaron unos pocos años más tarde. En el año 1957 el público general supo de la existencia del S-75 cuando el misil fue mostrado en el desfile del primero de mayo de ese año en Moscú.

### Despliegue inicial
El despliegue a gran escala se inició en el año 1957, con varias mejoras siendo implementadas en los siguientes pocos años. Nunca se pretendió que el S-75 reemplazara a los sitios de misiles superficie-aire S-25 Berkut ubicados alrededor de Moscú, pero si reemplazo a los cañones antiaéreos de alta altitud, tales como el cañón de 130 mm KS-30 y el cañón de 100 mm KS-19. Entre mediados del año 1958 y el año 1964, recursos de inteligencia de Estados Unidos ubicaron más de 600 sitios de S-75 localizados en el territorio de la Unión Soviética. Estos sitios tendían a estar concentrados alrededor de centros de población, complejos industriales y centros de control del gobierno. También un anillo de sitios estaban ubicados alrededor de las rutas más probables a ser usadas por los bombarderos enemigos que se dirigieran al corazón del territorio soviético. Para mediados de la década de 1960, la Unión Soviética había finalizado el despliegue de los S-75 con quizás 1000 sitios operacionales.
Adicionalmente a los sitios de la Unión Soviética, varias baterías de S-75 fueron desplegadas durante la década de 1960 en Alemania Oriental para proteger a las fuerzas soviéticas allí estacionadas. Posteriormente el sistema fue vendido a más países del Pacto de Varsovia y fue proporcionado a China, Corea del Norte y finalmente a Vietnam del Norte.

### Utilización

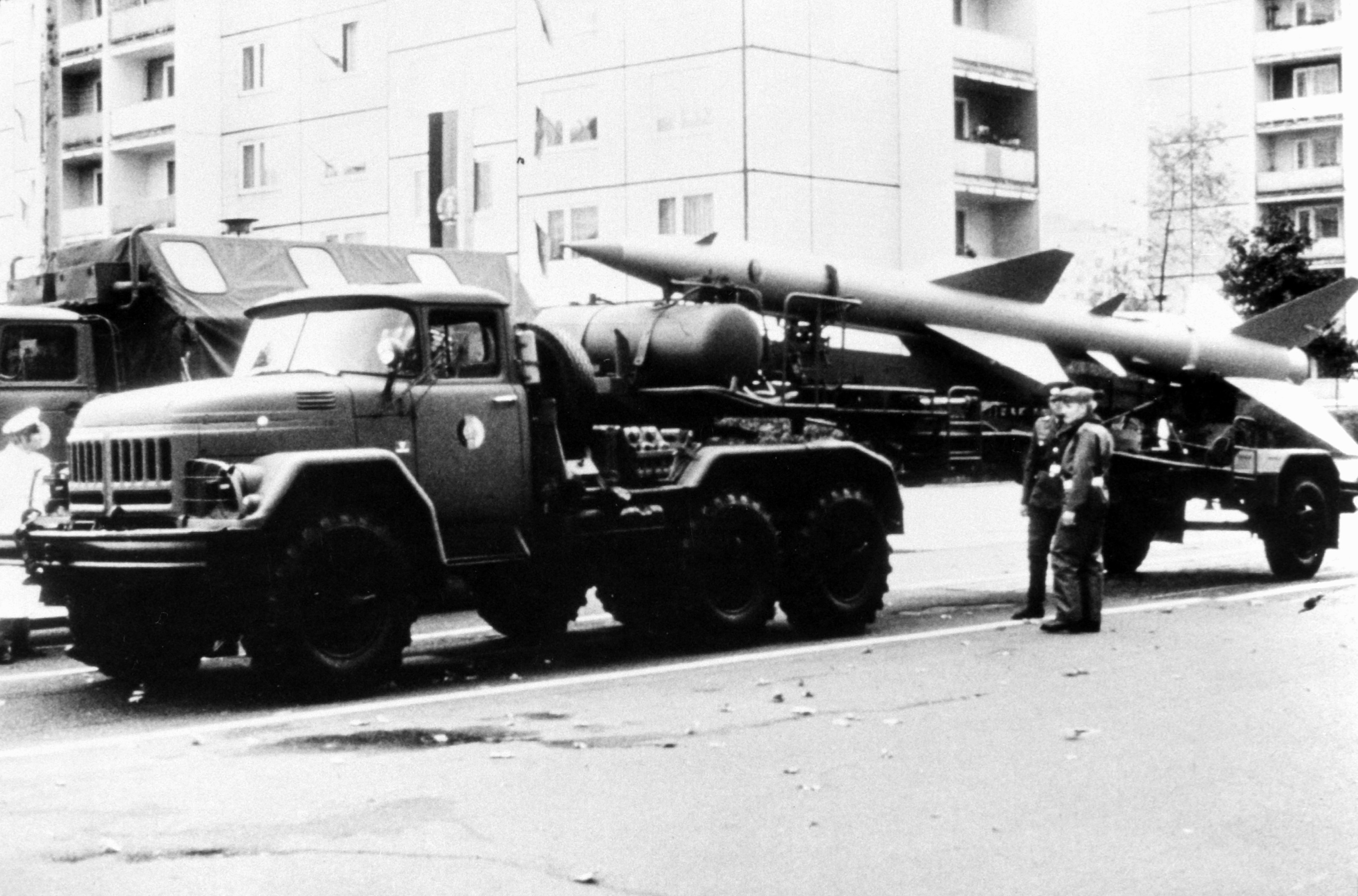
El S-75 en su configuración de transporte.

Mientras que el derribo del U-2 de Francis Gary Powers en el año 1960 fue el primer éxito hecho público del S-75, realmente el primer avión derribado por un S-75 fue un avión de reconocimiento de alta altitud Martin RB-57D Canberra taiwanés. En este caso, el avión fue impactado por un S-75 operado por los chinos en un sitio cercano a Pekín el 7 de octubre de 1959. Durante los siguientes años, la Fuerza Aérea Taiwanesa perdería varios aviones por culpa del S-75: tanto del modelo RB-57s como varios tipos de drones. El 1 de mayo de 1960, el U-2 de Gary Powers fue derribado mientras sobrevolaba un sitio de pruebas cercano a Sverdlovsk, aunque se piensa que se usaron 14 misiles para poder derribar a este avión volando a alta altitud. Este acción llevó a la crisis del U-2 del año 1960. Adicionalmente, los S-75 chinos derribaron cinco U-2 pilotados por la Fuerza Aérea Taiwanesa y que operaban desde Taiwán.
Durante la crisis de los misiles en Cuba, un U-2 pilotado por el mayor de la Fuerza Aérea de Estados Unidos Rudolf Anderson fue derribado sobre Cuba por un S-75 en octubre de 1962.
En el año 1965, Vietnam del Norte solicitó algún tipo de ayuda para combatir el poder aéreo estadounidense, porque su propio sistema de defensa antiaérea carecía de la capacidad de derribar a los aviones que volaban a gran altitud. Después de algunas discusiones se acordó proporcionarle el S-75. La decisión se hizo no a la ligera, ya que aumentaba considerablemente las posibilidades de que alguno cayera en manos estadounidenses y estos los pudieran estudiar. La preparación de los sitios comenzó a principios de ese año y Estados Unidos detectó el programa casi de inmediato el 5 de abril de 1965. Mientras los planificadores militares presionaron para que los sitios fueran atacados antes de que estuvieran operacionales, pero sus líderes políticos se rehusaron, temiendo que personal técnico soviético pudiera ser muerto en los ataques.

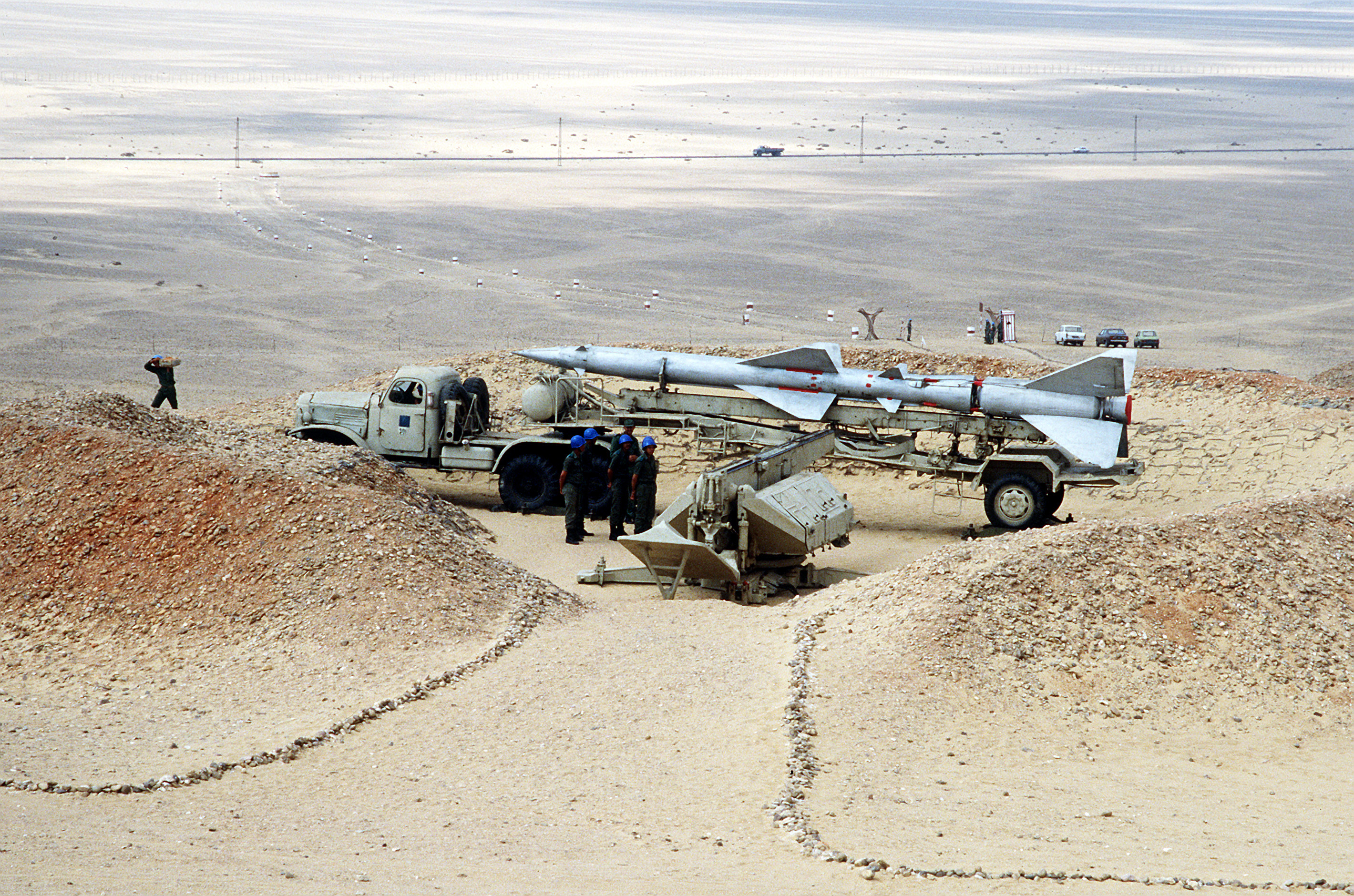
Un sistema SA-2 egipcio en el año 1985.

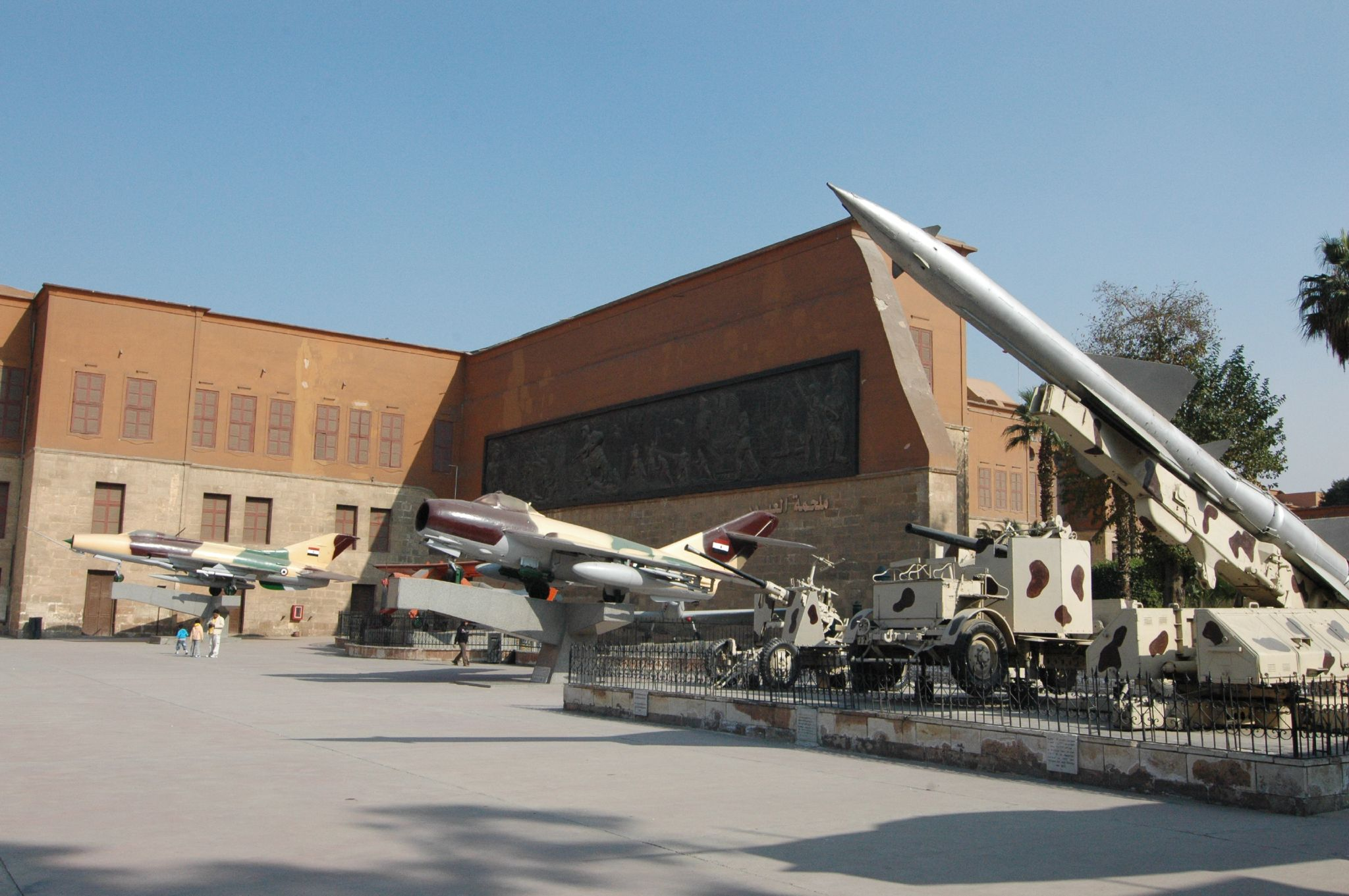
Un S-75 Dvina egipcio en el Museo de Guerra Militar de Egipto.

El 24 de julio de 1965, un avión F-4C de la USAF fue derribado por un SA-2. Tres días más tarde, los estadounidenses respondieron con la Operación Iron Hand para atacar los otros sitios antes estuvieran operacionales. La mayor parte de los S-75 estaban desplegados alrededor del área Hanói-Haiphong y estaban fuera de los límites para ser atacados (así como también lo estaban los aeropuertos locales) por razones políticas. El presidente Lyndon B. Johnson anunció en la televisión que uno de los otros sitios sería atacado durante la siguiente semana. Los vietnamitas sacaron los misiles y los reemplazaron con señuelos, mientras que al mismo tiempo pusieron todos los cañones antiaéreos disponibles en las rutas de aproximación. La táctica funcionó, causando fuertes bajas estadounidenses.
El sistema de misiles fue usado ampliamente en todo el mundo, especialmente en el Medio Oriente, donde Egipto y Siria lo usaron para defenderse de la Fuerza Aérea Israelí, donde su red de defensa aérea fue responsable de la mayoría de los derribos de aviones israelíes. El último éxito parece haber ocurrido durante la guerra de Abjasia, cuando misiles georgianos derribaron un caza ruso Sukhoi Su-27 cerca de Gudauta el 19 de marzo de 1993.

### Contramedidas y contra-contramedidas
Entre el año 1965 y 1966, Estados Unidos desarrolló una variedad de soluciones al problema que le presentaba el S-75. Pronto la Armada puso en servicio al misil Shrike y montó su primera ofensiva atacando un sitio de misiles S-75 en octubre de 1965. La Fuerza Aérea respondió modificando a un bombardero B-66 con poderosos perturbadores (que cegaban a los radares de alerta temprana) y desarrollando contenedores de perturbación más pequeños que podían ser instalados en los cazas (estos interferían con la entrega de información de distancia de los radares). Desarrollos posteriores incluyeron a los aviones Wild Weasel, que estaban equipados con sistemas de misiles aire-superficie antirradiación que se dirigían hacia el radar que los amenazaba, tal como el misil AGM-45 Shrike.
Sin embargo, los soviéticos y los vietnamitas fueron capaces de adaptarse a algunas de esas tácticas. La Unión Soviética mejoró el radar varias veces para aumentar su resistencia a las contramedidas electrónicas (en inglés: Electronic Counter Measure, ECM). También introdujeron un modo de guiado pasivo, donde el radar de seguimiento podía fijarse en la misma señal de perturbación y guiar al misil directamente hacia la fuente de perturbación. Esto también significaba que el radar de seguimiento del sitio de lanzamiento de misiles antiaéreos podía ser apagado, lo que impedía que los misiles Shrike lo atacaran. Además, se desarrollaron nuevas tácticas para combatir al Shrike. Una de ellas era apuntar el radar hacia un costado y apagarlo brevemente. Dado que el Shrike era un misil antirradiación relativamente primitivo, seguiría el haz del radar desviado y luego simplemente se estrellaría cuando perdiera la señal (después de que se apagaba el radar). Algunos soldados de estos sitios de misiles antiaéreos iluminaban brevemente a un avión enemigo para ver si el blanco estaba equipado con un Shrike. Si el avión disparaba uno, el Shrike podía ser neutralizado usando la técnica de apuntado lateral sin sacrificar ningún misil S-75. Otra táctica era un "lanzamiento falso" en la que eran transmitidas señales de guía de misil sin que realmente se hubiera disparado uno de estos. Esto podía confundir a los pilotos enemigos o incluso ocasionar que ellos dejaran caer prematuramente su armamento para aligerar a sus aviones y poder evadir al inexistente misil.
A pesar de estos avances, Estados Unidos fue capaz de configurar efectivos paquetes de ECM para los aviones B-52E. Estos aviones eran capaces de volar misiones de ataque contra Hanói con relativamente pocas pérdidas, aunque aún lo suficientemente significativas como para causar alguna preocupación (ver Operación Linebacker II).

### Sistemas de reemplazo
Las Fuerzas de Defensa Aérea Soviéticas comenzaron a reemplazar el S-75 con los sistemas SA-10 y SA-12 bastantemente superiores al sistema que reemplazaban. Actualmente sólo unos pocos centenares, si es que alguno, de los 4.600 misiles se encuentran aún en servicio en Rusia, incluso aunque ellos fueron sometidos a un programa de modernización en el año 1993.
El S-75 aún permanece en servicio ampliamente en el mundo, con algún nivel de capacidad operacional en 35 países. Vietnam y Egipto están igualados como los más grandes operadores con un despliegue de 280 misiles cada uno, mientras que Corea del Norte tiene 270 y Polonia tiene 240. También los chinos tienen desplegados en relativamente grandes cantidades el HQ-2, una versión mejorada del S-75.

## Descripción

### Organización doctrinal soviética
La Unión Soviética usaba una estructura organizacional bastante estándar para las unidades S-75. Otros países que han empleado el S-75 pueden haber modificado esta estructura. Normalmente, el S-75 estaba organizado en una estructura regimental con tres batallones subordinados. El cuartel general del regimiento controlaba los radares de alerta temprana y coordinaba las acciones de los batallones. Los batallones tenían varias baterías con sus respectivos radares de adquisición y elección de blancos.

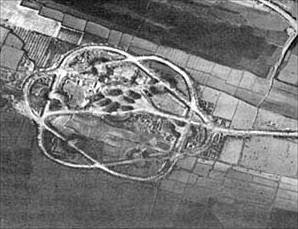
Sitio S-75 norvietnamita. Se destaca el típico patrón hexagonal que hacía que estos sitios fueran fáciles de ubicar desde el aire. Por este motivo los vietnamitas abandonaron posteriormente este tipo de esquema.

### Distribución del sitio
Cada batallón normalmente tenía seis lanzadores de riel único semifijos para sus misiles V-750 posicionados aproximados con una separación de entre 60 a 100 metros entra cada uno, en un patrón hexagonal, como una flor, con los radares y sistema de guía ubicados en el centro. Fue este patrón único de forma de flor el que llevaba a que los sitios fueran fácilmente reconocibles en las fotos de reconocimiento. Normalmente se almacenaban otros seis misiles en camiones semirremolques cerca del centro del sitio.

### Misil
El V-750 es un misil de dos etapas consistente de un impulsor de combustible sólido y una etapa superior con combustible líquido almacenable, que quema ácido nítrico fumante rojo como oxidante y kerosene como combustible. El impulsor funciona durante aproximadamente 4 a 5 segundos y el motor principal por aproximadamente 22 segundos, tras lo cual el misil está moviéndose a una velocidad de aproximadamente de Mach 3. El impulsor está equipado con cuatro grandes aletas de ala en delta recortada que tienen pequeñas superficies de control en sus bordes de salida para controlar el giro. La etapa superior también tiene aletas de ala en delta pero más pequeñas y ubicadas cerca de la mitad del fuselaje, con un conjunto más pequeño de superficies de control en el extremo trasero y, en la mayoría de los modelos, unas aletas mucho más pequeñas en el morro.
Los misiles son guiados usando señales de radiocontrol (enviadas en uno de tres canales) desde los computadores de guía en el sitio de lanzamiento del misil. Los primeros modelos del S-75 recibían sus comandos vía dos conjuntos de cuatro pequeñas antenas ubicadas al frente de las aletas delanteras, mientras que el modelo D y modelos posteriores usaban cuatro antenas de franja mucho más grandes que iban entre las aletas delanteras y del medio. El sistema de guía en un sitio S-75 suele puede controlar un blanco a la vez, pero puede dirigir tres misiles contra este en forma simultánea. También se pueden disparar misiles adicionales contra el mismo blanco después de uno o más misiles de la primera salva hayan completado su recorrido, liberando canales de radio.
Normalmente el misil lleva una cabeza de guerra de fragmentación de 195 kilos, con espoletas de proximidad, contacto y de comando. La cabeza de guerra tiene un radio letal de aproximadamente 65 metros a las altitudes más bajas pero a las altitudes más altas, donde la atmósfera es más delgada, el radio letal es de hasta 250 metros. El misil tiene una precisión de 75 metros, lo que explica él porque normalmente es disparado en salvas de dos unidades. Una versión, la SA-2E, tenía instalada una cabeza de guerra nuclear de una potencia aproximada de 15 kilotones o una cabeza de guerra convencional de peso similar.
El alcance normal para el misil es de aproximadamente 45 kilómetros, con una altitud máxima de alrededor 20.000 metros. El radar y el sistema de guía imponían una distancia de seguridad de corto alcance bastante grande de aproximadamente entre 500 y 1000 metros, haciéndolos bastante seguros para ser usados lanzamientos de bajo nivel.
| Misil          | Identificador de fábrica | Características |
| -------------- | ------------------------ | --- |
| V-750          | 1D                       | Alcance entre 7–29 km; alcance en altitud entre 3.000–23.000 m |
| V-750V         | 11D                      | Alcance entre 7–29 km; alcance en altitud entre 3.000–25.000 m; peso 2.163 kg; largo 10.726 mm; peso de la cabeza de guerra 190 kg; diámetro 500 mm / 654 mm                                               |
| V-750VK        | 11D                      | Misil modernizado |
| V-750VM        | 11DM                     | Misil para disparar contra aviones perturbadores |
| V-750VM        | 11DU                     | Misil modernizado |
| V-750VM        | 11DА                     | Misil modernizado |
| V-750M         | 20ТD                     | Sin información específica disponible |
| V-750SM        | -                        | Sin información específica disponible |
| V-750VN        | 13D                      | Alcance entre 7–29 km / 7–34 km; alcance en altitud entre 3.000–25.000 m / 3.000–27.000 m; largo 10.841 mm                                                                                                 |
| -              | 13DА                     | Misil con una nueva cabeza de guerra de un peso de 191 kg |
| V-750АK        | -                        | Sin información específica disponible |
| V-753          | 13DM                     | Misil para el sistema naval antiaéreo M-2 Volkhov-M (SA-N-2 Guideline) |
| V-755          | 20D                      | Alcance 7–43 km; alcance en altitud entre 3.000–30.000 m; peso 2.360–2.396 kg; largo 10.778 mm; peso de la cabeza de guerra 196 kg                                                                         |
| V-755          | 20DP                     | Misil para usar en disparos en línea de vuelo pasivos, alcance 7–45 km activo, 7–56 km pasivo; alcance en altitud 300–30.000 m / 300–35.000 m                                                              |
| V-755          | 20DА                     | Misil con periodo de garantía expirada y convertido en el 20DS |
| V-755OV        | 20DO                     | Misil para tomar muestras de aire |
| V-755U         | 20DS                     | Misil con bloque selectivo para disparar hacia blancos volando a baja altitud (menos de 200 m); alcance en altitud 100–30.000 m / 100–35.000 m                                                             |
| V-755U         | 20DSU                    | Misil con bloque selectivo para disparar hacia blancos volando a baja altitud (menos de 200 m) y con tiempo de preparación para disparar el misil acortado; alcance en altitud 100–30.000 m / 100–35.000 m |
| V-755U         | 20DU                     | Misil con tiempo de preparación para disparar el misil acortado |
| V-759          | 5Ja23 (5V23)             | alcance 6–56 km / 6–60 km / 6–66 km; alcance en altitud 100–30.000 m / 100–35.000 m; peso 2.406 kg; largo 10.806 mm; peso de la cabeza de guerra 197–201 kg                                                |
| V-760          | 15D                      | Misil con cabeza de guerra nuclear |
| V-760V         | 5V29                     | Misil con cabeza de guerra nuclear |
| V-750IR        | -                        | Misil con espoleta de radio de pulso |
| V-750N         | -                        | Misil para pruebas |
| V-750P         | -                        | Misil experimental - con alas giratorias |
| V-751          | KM                       | Misil experimental - laboratorio aéreo |
| V-752          | -                        | Misil experimental - impulsores a los costados |
| V-754          | -                        | Misil experimental - con una cabeza de guiado semiactiva |
| V-757          | 17D                      | Misil experimental - con equipado con un scramjet |
| -              | 18D                      | Misil experimental - equipado con scramjet |
| V-757Kr        | 3M10                     | Misil experimental - versión para ser usado 2K11 Krug (SA-4 Ganef) |
| V-758 (5 JaGG) | 22D                      | Misil experimental - misil de tres etapas; peso 3.200 kg; velocidad 4,8 mach (1.560 m/s, 5.760 km/h) |
| Korshun        | -                        | Misil para ser usado como blanco |
| RM-75MV        | -                        | Misil para ser usado como blanco - para baja altitud |
| RM-75V         | -                        | Misil para ser usado como blanco - para alta altitud |
| Sinitsa-23     | 5Ja23                    | Misil para ser usado como blanco |

### Radar

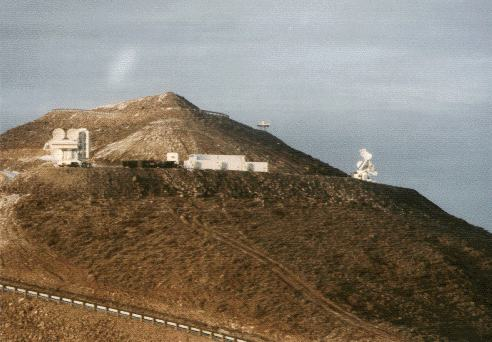
Un radar Fan Song (izquierda) y un radar Low Blow a la derecha.

Normalmente el S-75 usa un radar de alerta temprana Spoon Rest que tiene un alcance de aproximadamente 275. El Spoon Rest proporciona detección temprana de los aviones que se acercan, los cuales luego son traspasados al radar de adquisición Fan Song. Estos radares, tienen un alcance aproximado de 65 km, son usados para refinar la localización, altitud y velocidad de los aviones hostiles. El sistema Fan Song consiste de dos antenas operando en frecuencias diferentes, una que proporciona la información de elevación (altitud) y la otra la información de acimut (orientación). Los cuarteles generales del regimiento también incluyen un radar Spoon Rest, así como un radar de largo alcance Flat Face que usa la banda C y un radar para encontrar la altura Side Net. La información de estos radares es enviada desde el regimientos hacia los operadores Spoon Rest del batallón en el nivel inferior siguiente, para permitirles coordinar su búsqueda de blancos. Las primeras versiones del S-75 usaban un radar de designación de blancos conocido como Knife Rest, el cual fue reemplazado en las unidades usadas por los soviéticos, pero que aún puede ser encontrado en las instalaciones más viejas.

### Principales variantes
Las mejoras a los sistemas de misiles antiaéreos normalmente combinan misiles, radares y consolas de operación mejoradas. Usualmente las mejoras de los misiles impulsan los cambios de los otros componentes para tomar ventaja del desempeño mejorado del misil. Por lo tanto, cuando los soviéticos introdujeron al nuevo S-75, fue puesto en servicio con un radar mejorado para igualar el mayor alcance y altitud del nuevo misil.
- SA-2A; SA-75 Dvina (Двина - río Dvina) con un radar de guía Fan Song-A y misiles V-750 o V-750V. Despliegue inicial iniciado en el año 1957. El misil y los impulsores miden 10,6 metros de largo, con el impulsor teniendo un diámetro de 0,65 metros y el misil con un diámetro de 0,5 metros, y un peso de lanzamiento de 2.287 kilos. El misil tiene un alcance máximo efectivo de 30 km, un alcance mínimo de 8 km y una envolvente de altitud de intercepción de entre 450 y 25.000 metros.
- SA-N-2A; S-75M-2 Volkhov-M (Russian Волхов - río Vóljov): la versión naval del modelo A instalado en el crucero de la clase Sverdlov Dzerzhinski. En lo general se consideró un fracaso y no fue instalado en ningún otro buque.
- SA-2B; S-75 Desna (Russian Десна - río Desná): está versión usaba radares Fan Song-B mejorados con misiles V-750VK y V-750VN. Fue desplegada en servicio en el año 1959. Los misiles eran ligeramente más largos que los de la versión A, con 10,8 metros, debido a un impulsor más poderoso. El SA-2B podía atacar blancos a altitudes de entre 500 y 30.000 metros y a distancias de hasta 34 km.

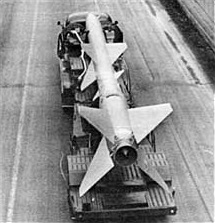
Misil V-750 en tránsito.

- SA-2C; S-75M Volkhov: con un radar mejorado, el Fan Song-C, asociado al mejorado misil V-750M. Esta versión fue desplegado en el año 1961. El V-750M externamente era idéntico al V-750VK/V-750VN, pero tenía un mejor desempeñado con un alcance de hasta 43 km y un límite inferior más bajo de 400 m.
- SA-2D: con radar Fan Song-E y misiles V-750SM. El misil V-750SM era significativamente diferente de las versiones A/B/C en que poseía nuevas antenas y un radomo de morro barométrico más largo. Varias otras diferencias estaban asociadas con el contenedor del motor de sostén. El misil tiene 10,8 metros de largo y tenía los mismos diámetros y cabeza de guerra que los del SA-2C, pero el peso había aumentado a 2 450 kg. Con un alcance máximo efectivo de 43 km, y un alcance mínimo de 6 km, y una envolvente de altitud de intercepción de entre 250 y 25 000 m. Mejoras en las contramedidas usadas por los aviones llevaron al desarrollo de radar Fan Song-E que con sus mejores antenas podía traspasar perturbaciones muy fuertes.
- SA-2E: con radar Fan Song-E y misiles V-750AK. Un cohete similar al del modelo D pero con una sección de cabeza de guerra más abultada y sin las aletas delanteras de los misiles más viejos. El SA-2E tiene un largo de 11,2 m, y un fuselaje de un diámetro de 0,5 m y un peso de lanzamiento de 2 450 kg. El misil podía ser equipado ya sea con una cabeza de guerra nuclear de 15 kilotones detonada a control remoto o una cabeza de guerra convencional de 295 kg de alto explosivo.
- SA-2F: con un radar Fan Song-F y misiles V-750SM. Después de ver como en Vietnam y en la guerra de los Seis Días la perturbación volvió a los SA-A completamente inútiles, los sistemas existentes fueron rápidamente mejorados con un nuevo sistema de radar diseñado para ayudarles a ignorar la perturbación por titilación de banda ancha. El sistema de mando incluyó un modo de orientación hacia la perturbación para atacar al avión que llevaba los perturbadores estroboscópicos, así como un sistema completamente óptico (de uso limitado) cuando todo lo anterior fallaba. El desarrollo había comenzado en el año 1968 y se desplegó hacia finales de ese año en la Unión Soviética, mientras que los embarques hacia Vietnam se iniciaron hacia finales del año 1970.
- SA-2 FC: la última versión china. Puede seguir seis blancos en forma simultánea y es capaz de control tres misiles simultáneamente.
- S-75M Volga (en ruso С-75М Волга - río Volga). Versión a partir del año 1995.

Como se mencionó previamente, la mayoría de las naciones con S-75 han mezclado partes de diferentes versiones o sistemas de misiles fabricados por terceros, o estas han agregado componentes producidos localmente. Esto ha creado una amplia variedad de sistemas S-75 adaptados a las necesidades locales.

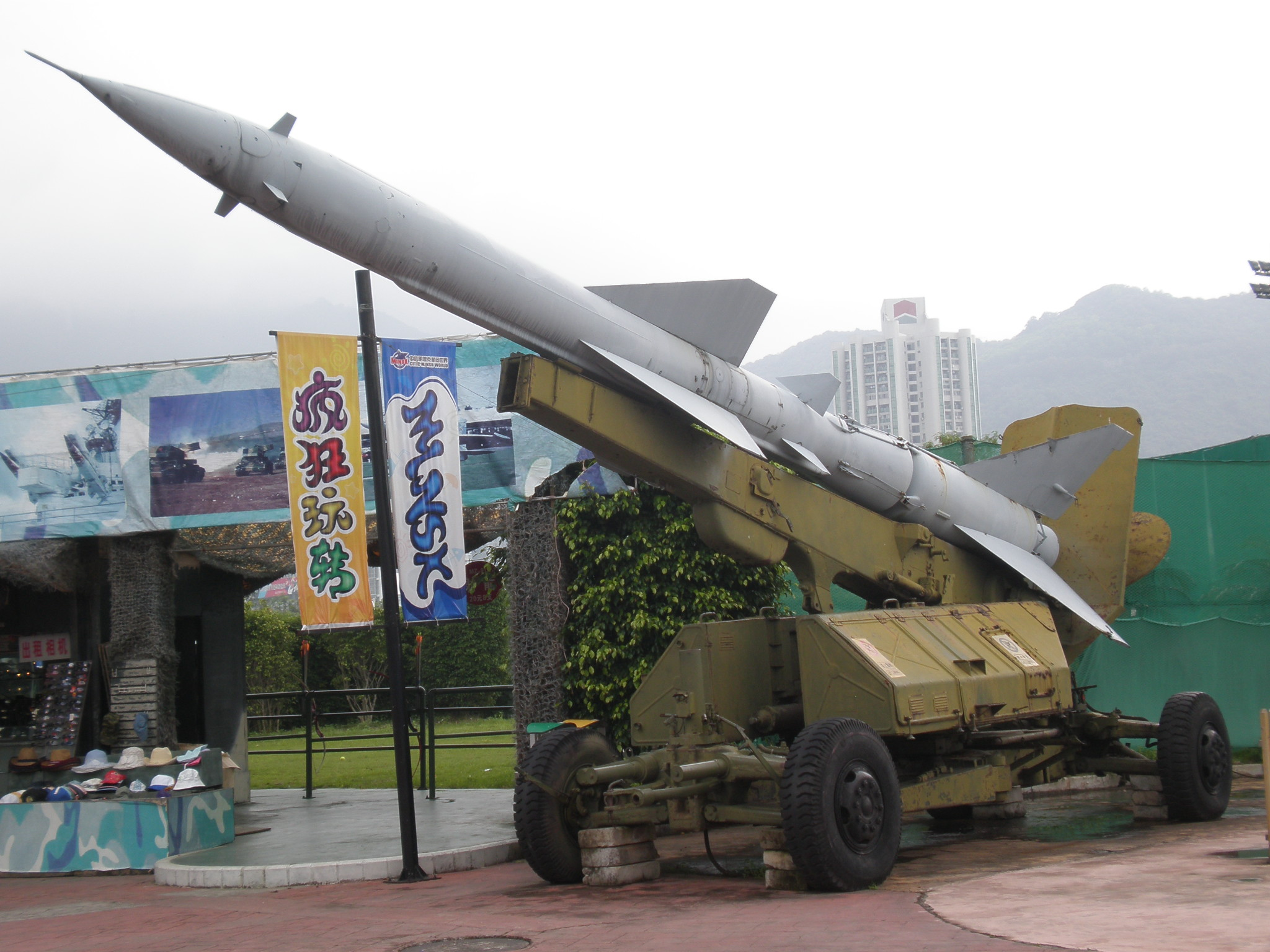
Un HQ-2 exhibido en Minsk World en Shenzhen, China.

- HQ-1 (Hong Qi, Bandera Roja): la versión china del SA-2 con electrónica ECCM adicional para contrarrestar al Sistema-12 de contramedidas electrónicas instalados a bordo de los U-2 usados por el Escuadrón Black Cat de la Fuerza Aérea de la República de China.
- HQ-2: versión mejorada del HQ-1 con capacidades ECCM adicionales para contrarrestar al Sistema-13 de contramedidas electrónicas instalado a bordo de los U-2 usados por el escuadrón Black Cat de la Fuerza Aérea de la República de China. Los HQ-2 mejorados actualmente aún permanecen en servicio y la última versión utiliza un radar de antenas en fase designado SJ-202, que es capaz de seguir y atacar simultáneamente a múltiples blancos a una distancia de 115 km y 80 km respectivamente. La adopción del radar multifuncional SJ-202 ha eliminado la necesidad de tener múltiples radares monofuncionales, mejorando ampliamente la efectividad total del sistema de defensa aérea HQ-2. También existe una versión de robot blanco designada BA-6.
- HQ-3: el desarrollo del HQ-2 con un techo máximo aumentado a 30 km, específicamente ideado para atacar a aviones espías de alta altitud y velocidad tal como el SR-71. El alcance máximo es de 42 km y el peso de lanzamiento es de alrededor de 1000 kilos, con una velocidad máxima de 3,5 Mach. Fueron construidos un total de 150 HQ-3 antes de que el programa finalizara y que posteriormente se retiraran del servicio activo. El conocimiento adquirido al desarrollar al HQ-3 posteriormente fue usado en las versiones posteriores del HQ-2.[11][12]
- HQ-4: posteriores desarrollos desde del HQ-2 a partir del HQ-3, con motores cohete de combustible sólido, lo que resulta en una reducción de dos tercios de los vehículos logísticos necesarios para un batallón de misiles antiaéreos típico con seis lanzadores: desde los originales con más de 60 vehículos para los HQ-1/2/3 a un poco más de 20 vehículos para el HQ-4. Después de que se construyeron 33 misiles (5 del lote 01, 16 del lote 02 y 12 del lote 03), el programa fue cancelado, pero la mayor parte de las tecnologías usadas fueron continuadas como programas de investigación separados y estas tecnologías fueron usadas posteriormente en mejoras y desarrollos de misiles antiaéreos chinos tales como HQ-2 y HQ-9.[11][13]
- M-7: misil balístico superficie a superficie chino convertido a partir del HQ-1/2/3/4. El misil M-7 es el único misil balístico chino que puede ser lanzado desde un ángulo inclinado. Se retiene la sección trasera de los misiles antiaéreos HQ, pero la mitad delantera se agrandó considerablemente a una forma de lanzadera para almacenar una cabeza de guerra más grande y combustible adicional, mientras que las superficies de control ubicadas en la sección delantera fueron eliminadas. Equipado con una cabeza de guerra de 500 kg (dos veces y media que la de cabeza de guerra usada en el sistema original) el alcance máximo del M-7 es de 200 km (más de cuatro veces que la de versión antiaérea original).[14]

## Operadores
Actuales
- Azerbaiyán - 250
- Bulgaria - 18
- China
- Cuba

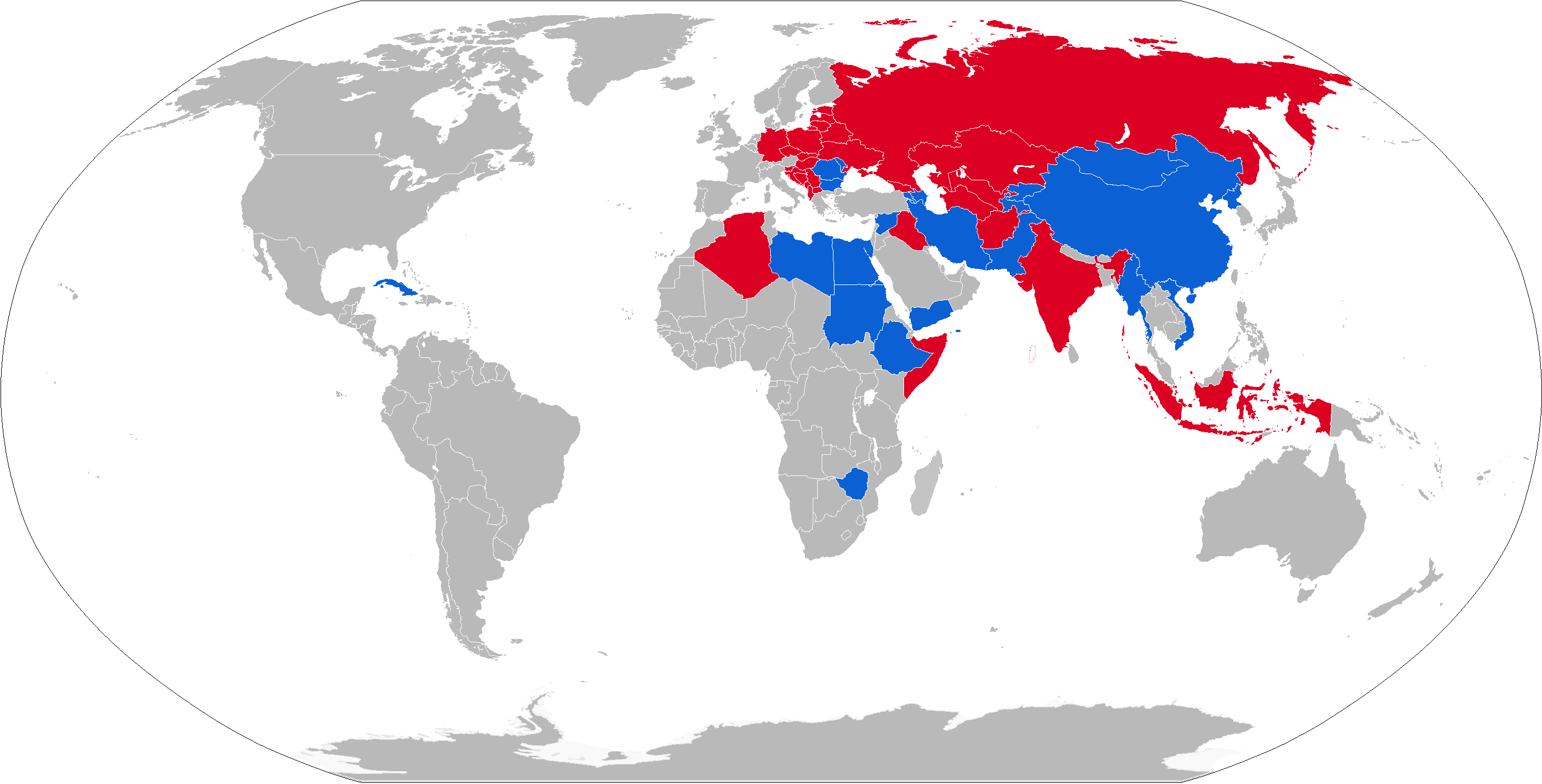
Actuales operadores del S-75, incluyendo Rusia.

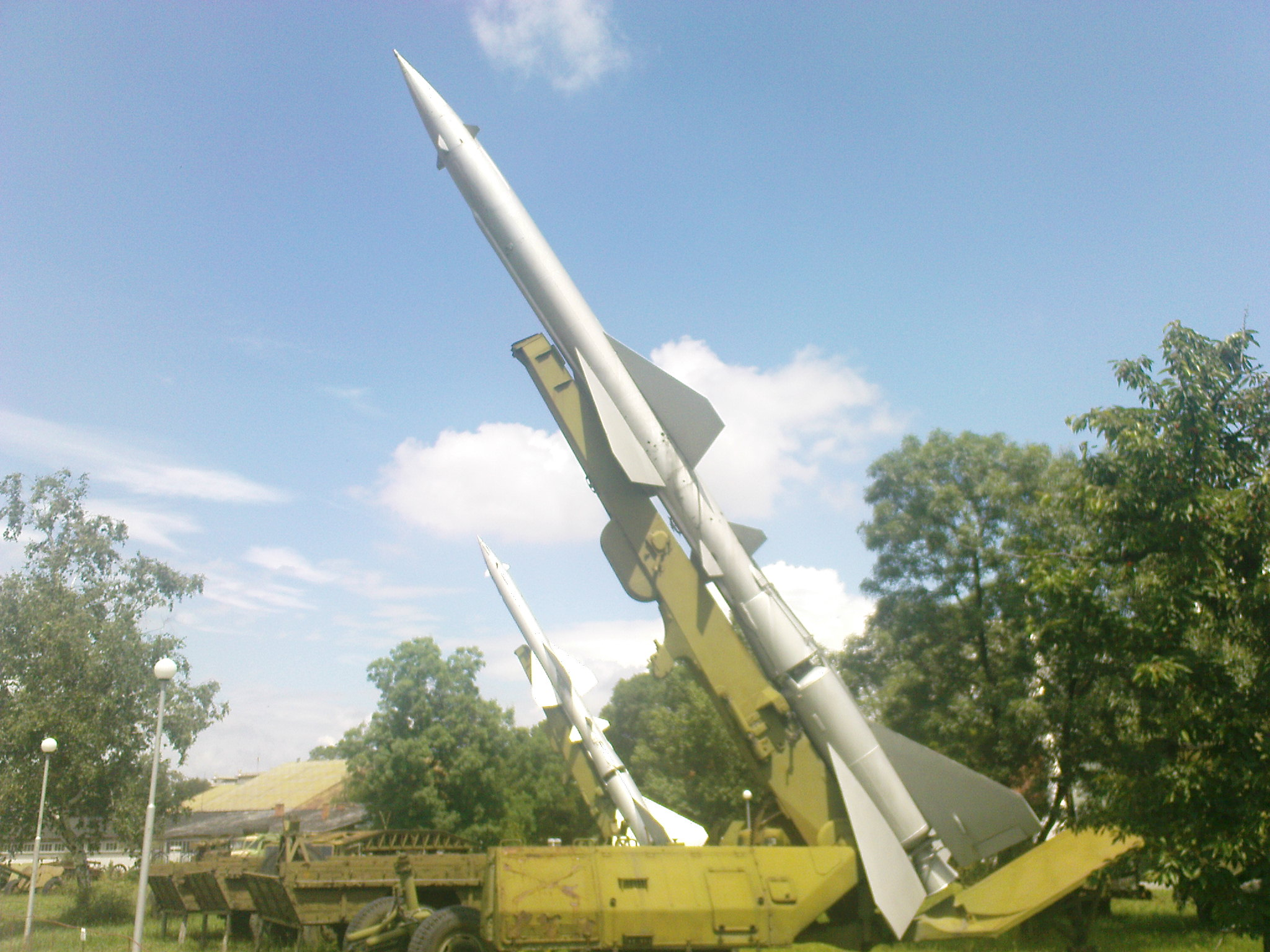
Un par de lanzadores S-75.

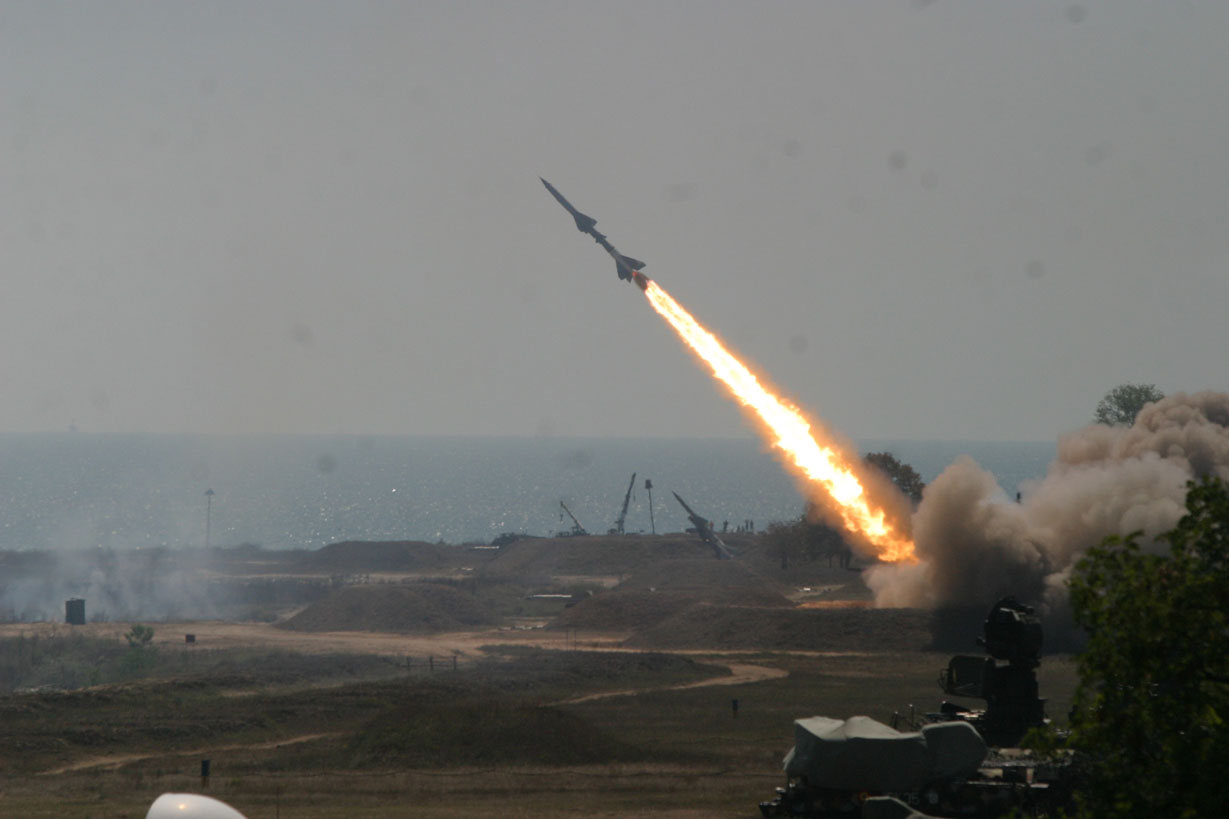
Un S-75M3 "Volhov" rumano lanzando un misil 5Ia23 en el polígono de tiro de Capu Midia.

- Egipto - 240, variante Tayer el-Sabah
- Irán - más de 300 lanzadores, HQ-2J y el local Sayyad-1/1A y 2.[15]
- Kirguistán - pocos
- Libia[16]
- Fuerza Aérea Libia Libre
- Mongolia
- Birmania - 48 luego 250 en el año 2008
- Corea del Norte - hasta 270
- Pakistán
- Rumania
- Sudán - 700
- Siria - 275
- Tayikistán - pocos
- Vietnam - 280
- Yemen
- Zimbabue

Antiguos operadores
- Afganistán
- Argelia
- Albania - 84 lanzadores
- Checoslovaquia - 23
- República Democrática Alemana
- Georgia[8]
- Hungría
- Indonesia
- India
- Irak
- Polonia
- Rusia
  - La mayor parte retirados entre los años 1991 y 1996.[1] Los misiles fueron usados como blancos para entrenamiento. RM-75V/MV Armavir, Sinitsa-1/6(SAM S-75M, misil 20DSU), Sinitsa-23/Korshun (lanzador S-75M3, misil 5YA23), (todos en servicio al año 2011)
- Unión Soviética - pasados a los estados sucesores
- Yugoslavia - pasados a los estados sucesores, pero retirados muy poco después
- Somalia - no operacional
- Indonesia